# Nürnberger Land
Nürnberger Land là một huyện ở bang Bayern, Đức. Huyện này giáp các huyện (từ phía bắc theo chiều kim đồng hồ): Forchheim, Bayreuth, Amberg-Sulzbach, Neumarkt, Roth và Erlangen-Höchstadt, và giáp thành phố Nuremberg.
Huyện đã được lập năm 1972 thông qua việc sáp nhập các huyện cũ Nuremberg, Hersbruck và Lauf.

## Xã và đô thị
| Thị trấn                                                                                           | Xã | |
| -------------------------------------------------------------------------------------------------- | --- | --- |
| 1. Altdorf bei Nürnberg 2. Hersbruck 3. Lauf an der Pegnitz 4. Röthenbach an der Pegnitz 5. Velden | 1. Alfeld 2. Burgthann 3. Engelthal 4. Feucht 5. Happurg 6. Hartenstein 7. Henfenfeld 8. Kirchensittenbach 9. Leinburg 10. Neuhaus an der Pegnitz 11. Neunkirchen am Sand | 1. Offenhausen 2. Ottensoos 3. Pommelsbrunn 4. Reichenschwand 5. Rückersdorf 6. Schnaittach 7. Schwaig 8. Schwarzenbruck 9. Simmelsdorf 10. Vorra 11. Winkelhaid |